# Dracaena cinnabari

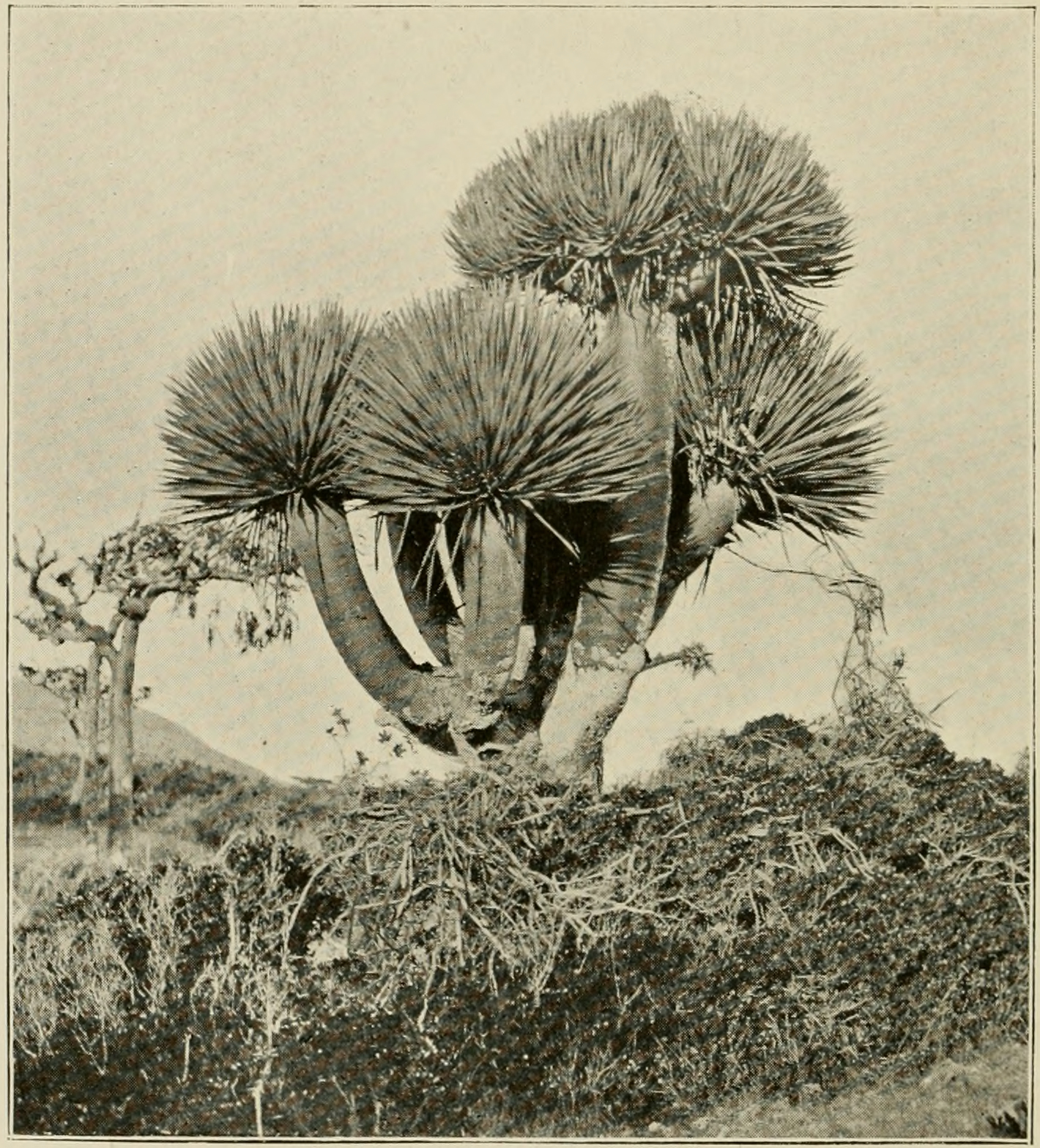
Historische Aufnahme, auf der man den typischen Aufbau einer noch mittelalten Pflanze sehen kann. Die Laubblätter stehen in Rosetten zusammen.

Dracaena cinnabari (oder Drachenblutbaum oder Drachenpalme) ist eine Pflanzenart aus der Gattung der Drachenbäume (Dracaena) in der Familie der Spargelgewächse (Asparagaceae). Das Artepitheton cinnabari bedeutet ‚zinnoberrot‘ (lateinisch cinnabarinus).

## Beschreibung
Dracaena cinnabari wächst als immergrüne, baumförmige Lebensform mit einem unverzweigten oder verzweigten, kräftigen Stamm, der Wuchshöhen von bis zu 10 Metern erreicht. Die Äste sind gabelig verzweigt. Die aufrechten, steifen, sitzenden Laubblätter sind an der Basis verbreitert, schwertförmig, 30 bis 60 Zentimeter lang und 2 bis 3 Zentimeter breit.
Im stark verzweigten rispigen Blütenstand stehen die Blüten zu zweit bis dritt in Gruppen zusammen. Ihr Blütenstiel ist 5 Millimeter lang. Die becherförmige Blütenhülle ist bis zu 5 Millimeter lang, die Staubblätter sind etwas kürzer. Der fadenförmige Griffel endet in einer kopfigen Narbe. Die Blütezeit liegt im Februar.
Bis zur Fruchtreife vergehen fünf Monate. Die Früchte sind kugelförmige, fleischige Beeren, die während der Reifung von grün bis schwarz und am Ende orange-rot werden. Die Beeren enthalten ein bis drei Samen, die von Vögeln gefressen und von ihnen verbreitet werden.

## Systematik, Verbreitung und Gefährdung
Dracaena cinnabari ist endemisch auf Sokotra, einer östlich von Somalia gelegenen Inselgruppe, die politisch zum Jemen gehört. Das Hauptverbreitungsgebiet befindet sich dort in Höhenlagen zwischen 300 und 1500 Metern, wo die Pflanzen bevorzugt auf kalkhaltigen Böden wachsen.
Die Erstbeschreibung wurde 1882 von Isaac Bayley Balfour veröffentlicht.
In der Roten Liste gefährdeter Arten der IUCN ist die Art als „Vulnerable (VU)“, d. h. gefährdet eingestuft.

## Nutzung

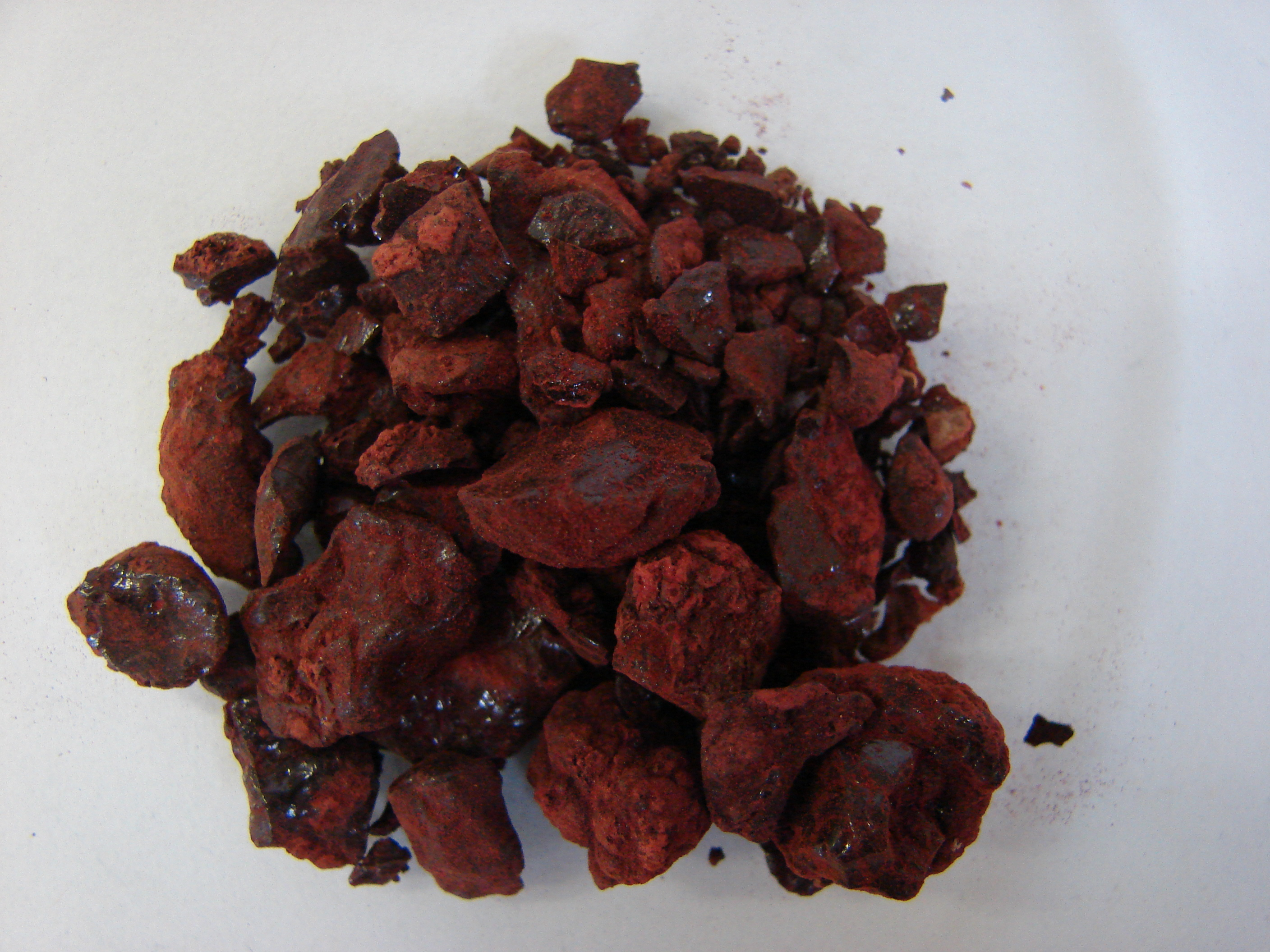
Sokotrisches Drachenblut

Aus Dracaena cinnabari wird das rotbraune bis braunrote Drachenblut, ein Naturharz, gewonnen. Die Einwohner von Sokotra nutzen es zum Kurieren von Magenbeschwerden, zum Färben von Wolle, stellen daraus Klebstoff her und verzieren damit Keramik und ihre Häuser.
Auf der arabischen Halbinsel sowie in anderen Ländern wird das getrocknete und pulverisierte Harz oft als pflanzliches Heilmittel mit analgetischer, adstringierender, antiseptischer, blutstillender und geschwürshemmender Wirkung gegen viele Krankheiten und als Abortivum während des ersten Trimesters der Schwangerschaft eingesetzt.

## Nachweise

## Weiterführende Literatur
- Deepika Guptaa, Bruce Bleakleyb, Rajinder K. Gupta: Dragon's blood: Botany, chemistry and therapeutic uses. In: Journal of Ethnopharmacology. Band 115, Nr. 3, 2008, S. 361–380, doi:10.1016/j.jep.2007.10.018.
- Mohamed Masaoud, Helmut Ripperger, Andrea Porzel, Günter Adam: Flavonoids of dragon's blood from Dracaena cinnabari. In: Phytochemistry. Band 38, Nr. 3, 1995, S. 745–749, doi:10.1016/0031-9422(94)00738-F.
- Mohamed Masaoud, Jürgen Schmidt, Günter Adam: Sterols and triterpenoids from Dracaena cinnabari. In: Phytochemistry. Band 38, Nr. 3, 1995, S. 795–796, doi:10.1016/0031-9422(94)00743-D.